# وودن (استان خاسکوو)
وودن (به بلغاری: Voden) یک منطقهٔ مسکونی در بلغارستان است که در شهرستان دیمیترووگراد واقع شده‌است.